# Pa Modou Kah
Pa Modou Kah (n. Banjul, Gambia, 30 de julio de 1980) es un exfutbolista gambiano nacionalizado noruego. Jugaba de defensa. Actualmente es el entrenador del Phoenix Rising.

## Trayectoria

### Como futbolista

#### Vålerenga
Kah y su familia emigraron a Noruega en 1988 cuando tenía ocho años. Comenzó su carrera futbolística en el Vålerenga en 1998 donde participó en 94 partidos de liga y marcó 9 goles. En la temporada 2001 su equipo ganó el ascenso y ganó la Copa de Noruega al año siguiente.

#### AIK
A mediados de 2003 se mudó al club sueco AIK Estocolmo como parte de los esfuerzos del club por ganar el campeonato. Kah fue apreciado por su espíritu de lucha y su habilidad para ganar el balón. Aunque su posición natural era la de volante central, tuvo que jugar en varias posiciones; Jugó varios partidos como lateral derecho. Después de que el club descendiera la temporada siguiente, Kah se transfirió al Roda JC de los Países Bajos haciendo casi 200 apariciones en la liga. En los Países Bajos jugó principalmente como defensa central.

#### Al Khor
En 2011 después de siete años en los Países Bajos se mudó al Al-Khor Sports Club de Catar.

#### Portland Timbers
Después de un breve período en Arabia Saudita con Al-Wehda se mudó a los Estados Unidos el 3 de mayo de 2013 cuando firmó con el Portland Timbers de la Major League Soccer. El 8 de diciembre de 2014 los Portland Timbers rechazaron las opciones de contrato de Kah. 

#### Vancouver Whitecaps FC
No firmó en el draft de exenciones y luego fue reclamado por Vancouver Whitecaps Football Club el 21 de enero de 2015. 
En agosto de 2016 acordó rescindir mutuamente su contrato con el primer equipo de Vancouver Whitecaps a favor de unirse a su equipo de la USL Championship como jugador-entrenador. El 21 de febrero de 2017 anunció su retiro y también se confirmó que continuaría trabajando en el club como entrenador del personal del club.

### Como entrenador

#### FC Cincinnati
FC Cincinnati agregó a Kah a su cuerpo técnico como miembro del personal de exploración en agosto de 2018. En enero de 2019 el club anunció que el papel de Kah cambiaría y ahora se desempeñaría como entrenador asistente.

#### Pacific FC
El 14 de enero de 2020, Kah firmó con el Pacific FC de la Canadian Premier League como nuevo entrenador del club. Durante la temporada 2020 de la CPL guio al Pacific a su primera aparición en los play-offs, cuando llegaron a la segunda fase de grupos de los Island Games antes de ser eliminados. 
Durante la temporada 2021 guio a Pacific a las semifinales de la Canadian Premier League 2021 derrotando a Vancouver Whitecaps FC y Cavalry FC antes de caer ante Toronto FC. En la final Pacific derrotó a Forge FC 1-0 en Tim Hortons Field, por sus esfuerzos sería nombrado Entrenador del año de la CPL de 2021.

#### North Texas
El 21 de enero de 2022, Kah fue anunciado como el nuevo del North Texas SC.

## Clubes

### Como futbolista
| Club                | País           | Año         |
| ------------------- | -------------- | ----------- |
| Vålerenga IF        | Noruega        | 1998 - 2003 |
| AIK Estocolmo       | Suecia         | 2003-2004   |
| Roda JC             | Países Bajos   | 2004-2011   |
| Al-Khor             | Catar          | 2011-2012   |
| Qatar SC            | Catar          | 2012        |
| Al-Wahda            | Arabia Saudita | 2013        |
| Portland Timbers    | Estados Unidos | 2013-2015   |
| Vancouver Whitecaps | Canadá         | 2015 - 2016 |

## Selección nacional
Ha sido internacional con la Selección de fútbol de Noruega; donde ha jugado 10 partidos internacionales y ha anotado solo 1 gol por dicho seleccionado.

## Vida personal
En 2005, estuvo involucrado en un accidente automovilístico en Peer (Bélgica) donde lo acompañaban su novia, su prima y un amigo. Su automóvil fue chocado por detrás mientras estaba detenido en un control de ruta de rutina, matando inmediatamente a su novia pero solo infligiendo heridas leves a Kah, en el próximo partido de Roda JC el árbitro Bjorn Kuipers guardó un minuto de silencio en honor a su novia. Durante el juego Arouna Koné se quitó la camiseta para revelar una camiseta que tenía la inscripción Para Kah. El árbitro le mostró a Koné una tarjeta amarilla, decisión que los comentaristas criticaron. Kuipers dijo después que no había visto el texto en la camiseta de Koné.
Habla siete idiomas, incluidos inglés, noruego y algo de español.
Posee una tarjeta verde de los Estados Unidos que lo califica como jugador nacional para fines de la lista de la MLS.
Es sobrino de Djimon Hounsou.